# Диретмовые
Диретмовые (лат. Diretmidae) — семейство морских лучепёрых рыб отряда Trachichthyiformes. Обитают на больших глубинах (до 2000 метров) во всех океанах.
Название происходит от греческого di — «два» и eretmos — «весло». 

## Описание
Тело высокое, сжато с боков. Рот расположен почти вертикально. В спинном плавнике 24—30 мягких лучей. В анальном плавнике 19—22 мягких лучей. Колючие лучи в спинном и анальном плавниках отсутствуют. У оснований плавников имеются крупные шипы. В брюшном плавнике один жёсткий (в виде пластинки) и 6 мягких лучей. Боковой линии нет. В жаберной перепонке 7—8 лучей. Окраска тела тёмно-серебристая. Максимальная длина тела 37 см.

## Классификация
В семействе выделяют три современных рода:
- Diretmichthys
- Diretmoides — Диретмоиды, или диретмоидесы[1]
- Diretmus — Диретмы[1]

## Ископаемые представители
Это семейство представлено в палеонтологической летописи вымершим видом Absalomichthys velifer (Whitley, 1933) [syn. Abantis velifer Whitley, 1933] из верхнего миоцена (11,6—5,33 млн лет назад) Южной Калифорнии.

## Галерея

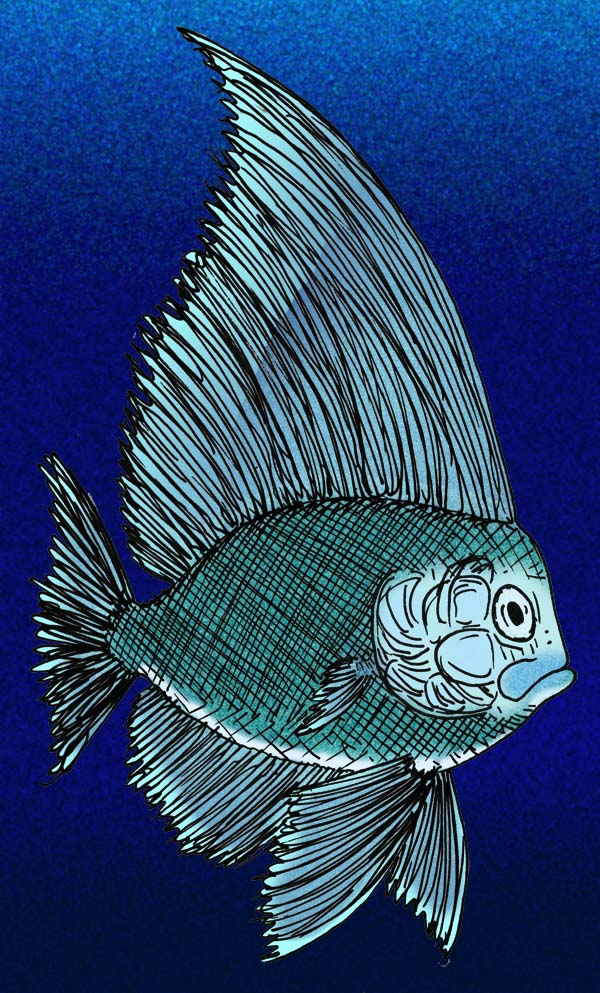
† Absalomichthys velifer
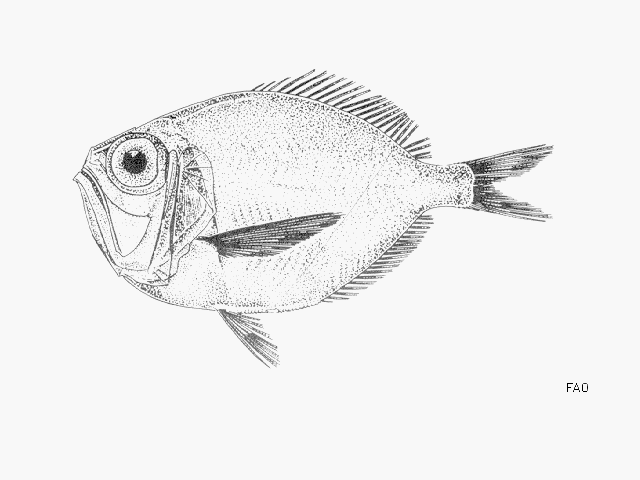
Diretmoides pauciradiatus
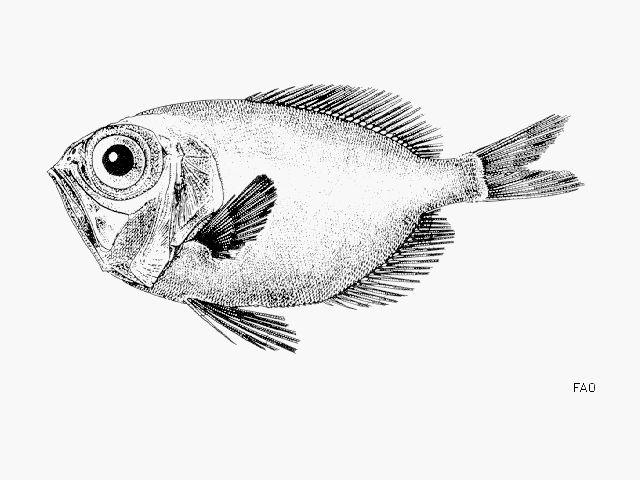
Diretmichthys parini